# ソウル・サーカス
ソウル・サーカス（Soul SirkUS）は、当初、シンガーのジェフ・スコット・ソート、ギタリストのニール・ショーン、ベーシストのマルコ・メンドーサ、ドラマーのディーン・カストロノヴォで構成されていたバンド。カストロノヴォは、後にヴァージル・ドナティに交代した。

## 略歴
サミー・ヘイガーとのプラネット・アス（Planet Us）というプロジェクトが失敗し、アルバムが制作されなかった後、ニール・ショーンは、自分が書いた曲を現実のものにしようと決意した。ショーンによると、「計画があって、事前作業をたくさん行っていたので、私は腹を立てました。30曲以上、たくさんの曲を書き、たくさんの作業とエネルギーを注ぎ込んでいました。……数日後、私は冷静になり、再び気持ちを切り替えて正気を取り戻し、別のメンバーとパズルのピースを再び組み合わせました」。（ソウル・サーカスの結成に至る経緯については、Planet Usの記事を参照）。
ショーンは、主にAORに重点を置いたウェブサイト「MelodicRock.com」で、タリスマンでのジェフ・スコット・ソートの経歴が詳しく紹介されていたため、その評判を耳にしていた。ロサンゼルスで行われた2004年のNAMMショーで、ショーンはソートと会い、ジャム・セッションで様子をうかがった。「ジェフがドラマーとベーシストを連れてきて、リハーサルする時間がなかったにもかかわらず、ちょっとしたセットをスケッチしたんだ。レッド・ツェッペリンやジャーニーの曲を演奏し、スティーヴィー・ワンダーやブルースも演奏した。45分のセットを演奏したところ、観客は大盛り上がりで、とても気に入ってくれた。すぐに、僕たちは相性が良くて、うまくいくとわかったんだ」。
ロサンゼルス滞在中、ショーンはマルコ・メンドーサ（ホワイトスネイクでの活動で知られる）のショーケースにも参加し、彼の才能に感銘を受けた。ソート、メンドーサ、そしてジャーニーのドラマー、ディーン・カストロノヴォを招き、新しいバンドはリハーサルを開始し、最終的にデビュー・アルバム『ワールド・プレイ』の11曲を録音した。アルバムの基盤となるトラックはすべてプラネット・アスのために書かれたものだが、ソウル・サーカスのデビューに使われたのは、このバンドの完成した曲のうち1曲だけだった。その曲は「Peephole」で、プラネット・アス版では元々「Peeping Through a Hole」というタイトルとなっていた。アルバムの残りの曲はソートが発展させたもので、ショーンの長いインストゥルメンタル曲を「切り刻んで」自分のボーカルを加えた曲にした。
2005年初頭、アルバムが完成（ただし、ソウル・サーカスのウェブサイトからオンラインでのみ入手可能）したものの、カストロノヴォが極度の疲労で体調を崩したため、バンドは最初のツアーを延期せざるを得なかった。その後すぐに、カストロノヴォはドクター・ストップでソウル・サーカスを脱退し、オーストラリアのドラマー、ヴァージル・ドナティが代わりに参加した。ショーンはドナティのユニークなスタイルを生かすことを決め、ドナティのドラム・トラックでアルバム『ワールド・プレイ』をリミックスし、5曲の新曲を追加した。その後、更新されたラインナップは、短期間ではあったが好評を博したアメリカとヨーロッパでのツアーへと乗り出した。
リミックスされたアルバム『ワールド・プレイ』は、ヨーロッパを拠点とするフロンティアーズ・レコード・レーベルから新しいアートワークで再リリースされた。サンフランシスコの有名なフィルモア劇場で行われたライブ・コンサートは、バンドがまだリリースしていないDVD用に録画されたが、今後もリリースされない可能性もある。2005年のツアー終了後、メンバーのさまざまな他の関わりのため、バンドは再結成されていない。
2006年の夏、ソートはスティーヴ・オージェリーに代わってジャーニーの「臨時」リード・ボーカルに選ばれた。
歴史的に、ニール・ショーンとディーン・カストロノヴォはジャーニー、バッド・イングリッシュ、ハードライン、そしてポール・ロジャースのバック・バンドでも一緒に演奏してきた。カストロノヴォはショーンのアルバム『レイト・ナイト』の曲「Smoke of the Revolution」でも演奏した。2014年、カストロノヴォとメンドーサはショーンのソロ・アルバム『ソー・ユー』に再び参加した。
2019年、ショーン、カストロノヴォ、メンドーサは、ニール・ショーンズ・ジャーニー・スルー・タイムで一緒にツアーを行ったが、このツアーには元ジャーニーのキーボード奏者グレッグ・ローリーも参加していた。

## ディスコグラフィ

### スタジオ・アルバム
- World Play (2004年、Soul Sirkus) ※ドラムをディーン・カストロノヴォが担当。11曲収録
- 『ワールド・プレイ』 - World Play (2005年、Frontiers) ※ドラムをヴァージル・ドナティが担当。18曲収録。日本盤はボーナストラック1曲追加